# Гергац
Гергац (нім. Hergatz) — громада в Німеччині, знаходиться в землі Баварія. Підпорядковується адміністративному округу Швабія. Входить до складу району Ліндау.
Площа — 18,81 км2. Населення становить 2441 ос. (станом на 31 грудня 2020).